# Streets of Fire (альбом)
Streets of Fire — студийный альбом группы Place Vendome, вышедший 20 февраля 2009 года.
Streets of Fire получил очень позитивные отзывы как и дебютный альбом Place Vendome, названный в честь исполняющей его группы. По некотором отзывам Streets Of Fire был даже лучшим чем предыдущий альбом Place Vendome, из-за большего музыкального разнообразия.

## Список композиций
1. Streets of Fire (5:52)
2. My Guardian Angel (4:59)
3. Completely Breathless (3:17)
4. Follow Me (3:53)
5. Set Me Free (4:32)
6. Believer (4:38)
7. Valerie (The Truth Is in Your Eyes) (3:44)
8. A Scene In Replay (4:44)
9. Changes (4:33)
10. Surrender Your Soul (3:43)
11. Dancer (4:23)
12. I’d Die for You (5:00)
13. My Guardian Angel (Acoustic Version) (Japan Bonus)